# Federación Castellana de Natación
Federación Castellana de Natación fue una federación de natación española. Fundada en 1930.
Se constituyeron, en el primer tercio del siglo XX, otras federaciones castellanas para otros deportes: la Federación Castellana de Fútbol (1913), la Federación Castellana de Deportes Atléticos (1918), la Federación Castellana de Baloncesto (1931), la Federación Castellana de Ciclismo, Federación Castellana de Hockey, Federación Castellana de Ajedrez, etc.
La Federación Castellana organizó en 1956 la I Fantasía Acuática, en Madrid. En 1958, la Federación castellana organizaba la Travesía de los Puentes en Logroño.